# Deutsche Gesellschaft zum Studium des Western
Die Deutsche Gesellschaft zum Studium des Western (German Association for the Study of the Western (GASW)) wurde 1990 gegründet und hat ihren Sitz im westfälischen Münster. Seit 1993 ist sie Mitglied der Arbeitsgemeinschaft Literarischer Gesellschaften in Deutschland e.V.
Wichtigstes Ziel der GASW ist das wissenschaftliche und didaktische Studium des Western in seinen literarischen Erscheinungsformen und Einflüssen innerhalb und außerhalb der USA.
Von der GASW wird seit 1999 der Elmer Kelton Award für Verdienste um den Western verliehen. Preisträger sind Matt Braun (1999), Werner J. Egli (2003), Loren D. Estleman (2008), Birgit Hans (2004), Thomas Jeier (1999) und Karl Jürgen Roth (2012).
Die GASW unterhält  ein Forschungsinstitut mit Bibliothek, veranstaltet wissenschaftliche Jahrestagungen und gibt seit 1990 einen jährlichen Newsletter sowie die Fachzeitschrift Studies in the Western heraus.